# Asambleas del Partido Republicano de 2012 en Dakota del Norte
Las Asambleas del Partido Republicano de 2012 en Dakota del Norte fueron el 6 de marzo de 2012 en el llamado Supermartes. Las Asambleas del Partido Republicano fueron una asambleas, con 28 delegados para elegir al candidato del partido Republicano para las elecciones presidenciales de Estados Unidos de 2012.  En el estado de Dakota del Norte estaban en disputa 28 delegados.

## Elecciones

### Resultados
| Asambleas Republicanas de Dakota del Norte de 2012 | Asambleas Republicanas de Dakota del Norte de 2012 | Asambleas Republicanas de Dakota del Norte de 2012 | Asambleas Republicanas de Dakota del Norte de 2012 |
| Candidato                                          | Votos                                              | Porcentaje                                         | Delegados                                          |
| -------------------------------------------------- | -------------------------------------------------- | -------------------------------------------------- | -------------------------------------------------- |
| Rick Santorum                                      | 4,510                                              | 39.7%                                              | 11                                                 |
| Ron Paul                                           | 3,186                                              | 28.1%                                              | 8                                                  |
| Mitt Romney                                        | 2,691                                              | 23.7%                                              | 7                                                  |
| Newt Gingrich                                      | 962                                                | 8.5%                                               | 2                                                  |
| Delegados no proyectados:                          | Delegados no proyectados:                          | Delegados no proyectados:                          | 0                                                  |
| Total                                              |                                                    | 100.0%                                             | 28                                                 |